# ペーター・コヴァルト
ペーター・コヴァルト（Peter Kowald、1944年4月21日 - 2002年9月21日）は、ドイツのフリー・ジャズ・ダブルベース奏者にしてチューバ奏者。 

## 略歴
グローブ・ユニティ・オーケストラのメンバーを務め、ツアー・ダブルベース・プレーヤーであったコヴァルトは、ペーター・ブロッツマン、イレーネ・シュヴァイツァー、カール・ベルガー、フレッド・アンダーソン、ハミッド・ドレイク、カール・E・H・ジークフリート、コニー・バウアー、ジェフリー・モーガン、ワダダ・レオ・スミス、ギュンター・ソマー、ウィリアム・パーカー、バール・フィリップス、ジョエル・レアンドル、アルフレッド・ハルト、ローレン・ニュートン、エヴァン・パーカーなど、多くのヨーロッパのフリー・ジャズ演奏家やアメリカのフリー・ジャズ演奏家たちと共演してきた。彼はまた、いくつかのソロ・ダブルベース・アルバムを録音し、1985年までロンドン・ジャズ・コンポーザーズ・オーケストラのメンバーを務めた。また、マールテン・アルテナ、バリー・ガイ、ジョエル・レアンドル、バール・フィリップス、ウィリアム・パーカー、デーモン・スミス、ペーター・ジャックミンとの先駆的なダブルベースによるデュエットも録音した。
さらに、コヴァルトは、ジェリンデ・ランベック、アン・マーティン（元ピナ・バウシュ・アンサンブル）、遠藤公義、パトリシア・パーカー（ヴィジョン・フェスティバルの創設者）、マリア・ミッチェル、サリー・シルヴァーズ、シェリル・バンクス（元サン・ラ・アーケストラ）、アルネット・デ・ミル、サヨナラ・ペレイラ、大野一雄といった、詩人や芸術家、ダンサーたちとコラボレーションを行ってきた。具体的な作品には、ピナ・バウシュとの『Die Klage der Kaiserin』（1989年）、ジャン・サスポルテスとの短編集（1989年以降）、アナスタシア・ライラとの『The spirit of adventure』（1990年）、クリスティン・ブルネルとの『Wasser in der Hand』（1990/1991年）、田中泯、ブッチ・モリスとの『Futan no sentaku/The burden of choice』（1990/1991年）などがある。
ジーン・リー、ディアマンダ・ギャラス、アンナ・ホムラー、サインホ・ナムチラクなど歌手とのデュオ作品に加えて、コヴァルトは、中国、日本、近東、南ヨーロッパ、北アメリカと南アメリカなど、世界のさまざまな文化圏のミュージシャンが参加する国際的な即興アンサンブルのグローバル・ヴィレッジに特に興味を持っていた。
2002年、ニューヨークにて心臓発作で亡くなった。

## ディスコグラフィ

### リーダー・アルバム
- Die Jungen: Random Generators (1979年、FMP) ※with バール・フィリップス
- Paintings (1982年、FMP) ※with バリー・ガイ
- Two Making a Triangle (1983年、FMP) ※with マールテン・アルテナ
- If You Want the Kernels You Have to Break the Shells (1983年、FMP) ※with レオ・スミス、ギュンター・ソマー
- 『ホワット・アー・ユー・トーキング・アバウト?』 - What Are You Talking About? (1983年、DIW) ※with トリスタン・ホンシンガー、近藤等則、豊住芳三郎
- Open Secrets (1989年、FMP)
- Global Village Suite Improvised (1988年、FMP) ※with ダニー・デイヴィス、小杉武久
- 『DUOS』 - Duos: Europa · America · Japan (1991年、FMP) ※1984年–1989年録音[2]
- When The Sun Is Out You Don't See Stars (1992年、FMP) ※with ヴェルナー・リュディ、ブッチ・モリス、サインホ・ナムチラク
- Was Da Ist (1995年、FMP)[2]
- Cuts (1998年、FMP) ※with Ort Ensemble Wuppertal、エヴァン・パーカー、レ・カン・ニン、カルロス・ジンガロ
- Bass Duets (1999年、FMP) ※1979年–1982年録音コンピレーション[2]
- Mirror – Broken But no Dust (2001年、Balance Point Acoustics) ※with デーモン・スミス[2]
- Silence & Files: Live at Nigglmuhle (2001年、Free Elephant)[2]
- 『DUOS 2』 - Duos 2 (2003年、FMP) ※1986年–1990年録音[2]
- The Victoriaville Tape (2003年、Les Disques Victo) ※with ウィリアム・パーカー[2]
- Global Village (2004年、Free Elephant) ※1999年-2001年録音
- Deep Music (2004年、Free Elephant)[2]
- Aria (2005年、Free Elephant)[2]
- Silence And Flies: Live At Nigglmühle (2005年、Free Elephant)
- 『即興と衝突』 - Encounter And Improvisation (2012年、Mobys) ※with 高柳昌行、翠川敬基

### 参加アルバム
- アレクサンダー・フォン・シュリッペンバッハ : 『グローブ・ユニティ』 - Globe Unity (1966年)
- ペーター・ブロッツマン : 『フォー・アドルフ・サックス』 - For Adolphe Sax (1967年)
- ペーター・ブロッツマン : 『マシンガン』 - Machine Gun (1968年)
- グローブ・ユニティ・オーケストラ : Live in Wuppertal (1973年)
- レオ・スミス/コヴァルト/ソマー : Touch the Earth (1979年)
- 富樫雅彦 : 『コントラスト』 - Contrast (1983年、Paddle Wheel)
- ワダダ・レオ・スミス : Human Rights (1986年)
- ビル・ディクソン : Thoughts (1987年、Soul Note)
- フレッド・アンダーソン・トリオ : Live at the Velvet Lounge (1998年)